# Pseudolabrus miles
Pseudolabrus miles е вид лъчеперка от семейство Labridae.

## Разпространение
Видът е разпространен в Нова Зеландия.